# Argeo Quadri
Argeo Quadri (ur. 23 marca 1911 w Como, zm. 14 kwietnia 2004 w Mediolanie) – dyrygent włoski.
W 1933 ukończył Konserwatorium w Mediolanie. Pracował jako dyrygent we Włoszech, od 1956 w Covent Garden Theatre; ściśle współpracował także od lat 60. z Operą Wiedeńską (211 przedstawień). Występował w Metropolitan Opera House w Nowym Jorku, Teatro Colón w Buenos Aires, w Tokio oraz mediolańskiej La Scali.
Jako dyrygent operowy najczęściej pracował z repertuarem Pucciniego i Verdiego.